# Sós Éva

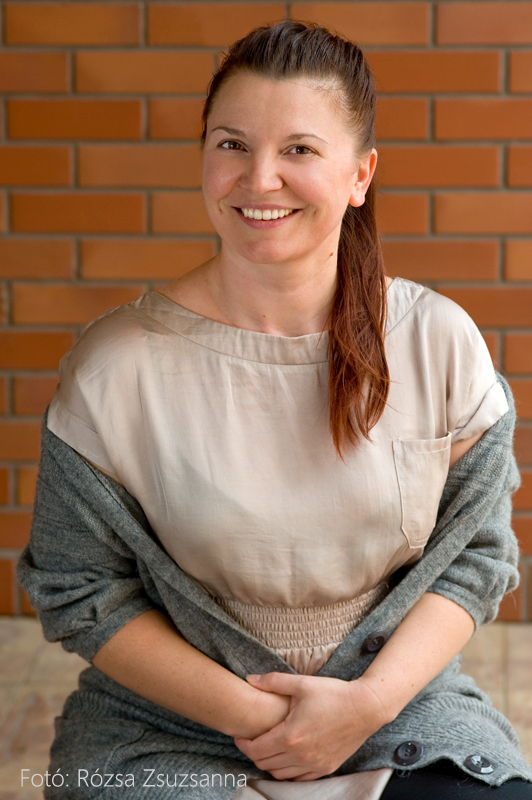
2014-ben a Sanoma épületénél

Sós Éva (Budapest, 1977. június 13. –) magyar újságíró, szerkesztő, szakfordító. Álnéven publikál.

## Tanulmányai
1991-1996 között a Szent István Közgazdasági Szakközépiskolába járt, majd programozó végzettséget szerzett 2000-ben. 2001-2006-ig a Zrínyi Miklós Nemzetvédelmi Egyetem Bolyai János Katonai Műszaki Főiskolai karon tanult had- és biztonságtechnikát, majd 2009-ben Védelmi igazgatás szakon Katasztrófavédelem szakirányon szerzett diplomát. A nagy aktivitású radioaktív hulladékok kezeléséről szóló diplomamunkája kiemelkedő pontszámot ért el az értékelés során. Klímaváltozással kapcsolatos online kurzust végzett az Energiaklubnál, a Torontói Egyetemen és az Európai Űrügynökségnél. Kutatási területe a globális felmelegedés és a klímaváltozás helyi szintű adaptációja volt. Buddhista tanulmányokat folytatott a Magyarországi Drukpa Kagyü Buddhista Közösségben, amely a nemzetközi Nepáli-Bhutáni Buddhista Drukpa Kagyü közösség tagja, illetve elvégezte a Tan Kapuja Buddhista Főiskola Dharma tanítói szakát, valamint az Óbudai Egyetem környezetmérnöki szakát, zöldenergia szakirányon.
Nyelvismeret: angol, szerb, horvát, japán, tibeti, páli, szanszkrit

## Önkéntes tevékenysége
- Habitat for Humanity Magyarország
- Africa-Europe Challenge
- Mesedoktor

## Újságírói munkássága
Mint a legtöbb korabeli újságíró, az IDG Hungary iNteRNeTTo lapjánál kezdte munkáját újságíróként és internetes rádiós műsorvezetőként. Ezt követően 8 évet dolgozott a Hírek Médiánál (Reach Media), amellyel párhuzamosan számos hírújságnál és magazinnál dolgozott. Öt évig készítette a magyar Computerworldöt, több mint 10 éve a ma.hu főszerkesztője.
- Új Média
- ma.hu (főszerkesztő)
- Gyártástrend Archiválva 2016. október 9-i dátummal a Wayback Machine-ben + Év gyára verseny Archiválva 2020. február 15-i dátummal a Wayback Machine-ben
- Házipatika.com
- Pékmester (főszerkesztő, Magyar Pékszövetség)
- GÉM (Grabarics Építőipari Magazin) főszerkesztő
- Gold Communications
- Hamilton Project (LADA Archiválva 2016. március 19-i dátummal a Wayback Machine-ben, Mazda, Mazdablog.hu, Skyguard, Bosch blog, rollingtons.hu)
- Lélekgondolat
- Everrip Archiválva 2018. június 27-i dátummal a Wayback Machine-ben
- Origo Zrt.
- Perspective magazin Archiválva 2018. június 27-i dátummal a Wayback Machine-ben
- Computerworld (főszerkesztő)
- HuGBC
- ALUTA
- Spektrum
- hvg.hu
- medizona.hu
- travelline.hu
- eduline.hu
- Hírek Média (terminal.hu, depo.hu, androidblog.hu)
- Népszava
- Népszabadság (Top 100)

## Egyéb projektjei
IVSZ, Invitel, BKIK, Econet Nyrt, Megaline Stúdió, Vogel Lapkiadó, IT-Business, Deluxe.hu, Blikk, Sanoma (Central Médiacsoport), 12. kerületi Önkormányzat, Balatontourist, EREA magazin, Aluprof-TF Budapest női röplabda csapat, Wild Joe vitorlás csapat, Dr. Rose Magánkórház

## Tagságai
- MÚOSZ szám: 27458
- International Federation of Journalists (IFJ)
- Magyar Sportlövők Szövetsége
- Az év informatikai oktatója zsűritag 2013, 2014

## Családja
Két gyermek édesanyja, Bence (2004) és Marcell (2005). Hobbija a dobolás, konyha- és harcművészetek.